# Cucco Ricucchi
Cucco Ricucchi (Calci, XI secolo – XII secolo) è stato un militare italiano della Repubblica di Pisa, che secondo la tradizione fu il primo a salire sulle mura di Gerusalemme alla Prima Crociata (a seguito della quale l'arcivescovo di Pisa Daiberto fu proclamato primo Patriarca di Gerusalemme), seguito da un altro pisano di nome Coscetto da Colle.
Secondo i racconti, mentre entrava in Gerusalemme con lo stendardo di Pisa, il Crocifisso che stava in cima all'asta miracolosamente si girò verso il corteo e disse: Seguitate, o cristiani, Cristo vi guida!. Questo Crocifisso, detto Croce dei Pisani (niente a che vedere con la Croce Pisana, simbolo della città), è oggi conservato nel Museo dell'Opera del Duomo di Pisa, vicino al reliquiario con le pietre del Golgota.
Cucco e Coscetto, secondo la tradizione, portarono a Pisa dalla Terrasanta molte ricchezze, tra cui un frammento della croce di Gesù (forse quello che venne trovato nel reliquario di S. Ermolao nella Pieve dei Santi Giovanni ed Ermolao a Calci), un vaso delle Nozze di Cana (oggi nel Duomo di Pisa), e i corpi dei santi Nicodemo, Abibone e Gamaliele (Duomo di Pisa).
Una volta tornato a Pisa Cucco fondò la chiesa di Santa Lucia (oggi scomparsa) con annesso ospedale presso le odierne vie di Santa Lucia e Ricucchi, dietro il suo palazzo detto Palazzo delle Vele, nella zona dove oggi sorge il Palazzo Tobler, in seguito anch'esso appartenuto alla famiglia Ricucchi (Lungarno Pacinotti, Pisa).
Un dipinto raffigurante i Pisani alla conquista di Gerusalemme è nella sala delle Baleari di Palazzo Gambacorti di Pisa, e il suo bozzetto preparatorio è nel museo di Palazzo Blu.

Tutt'oggi nelle processioni l'arcivescovo di Pisa porta il Crocifisso rivolto verso il corteo, e non in avanti, proprio a ricordo della miracolosa esortazione avvenuta a Gerusalemme.

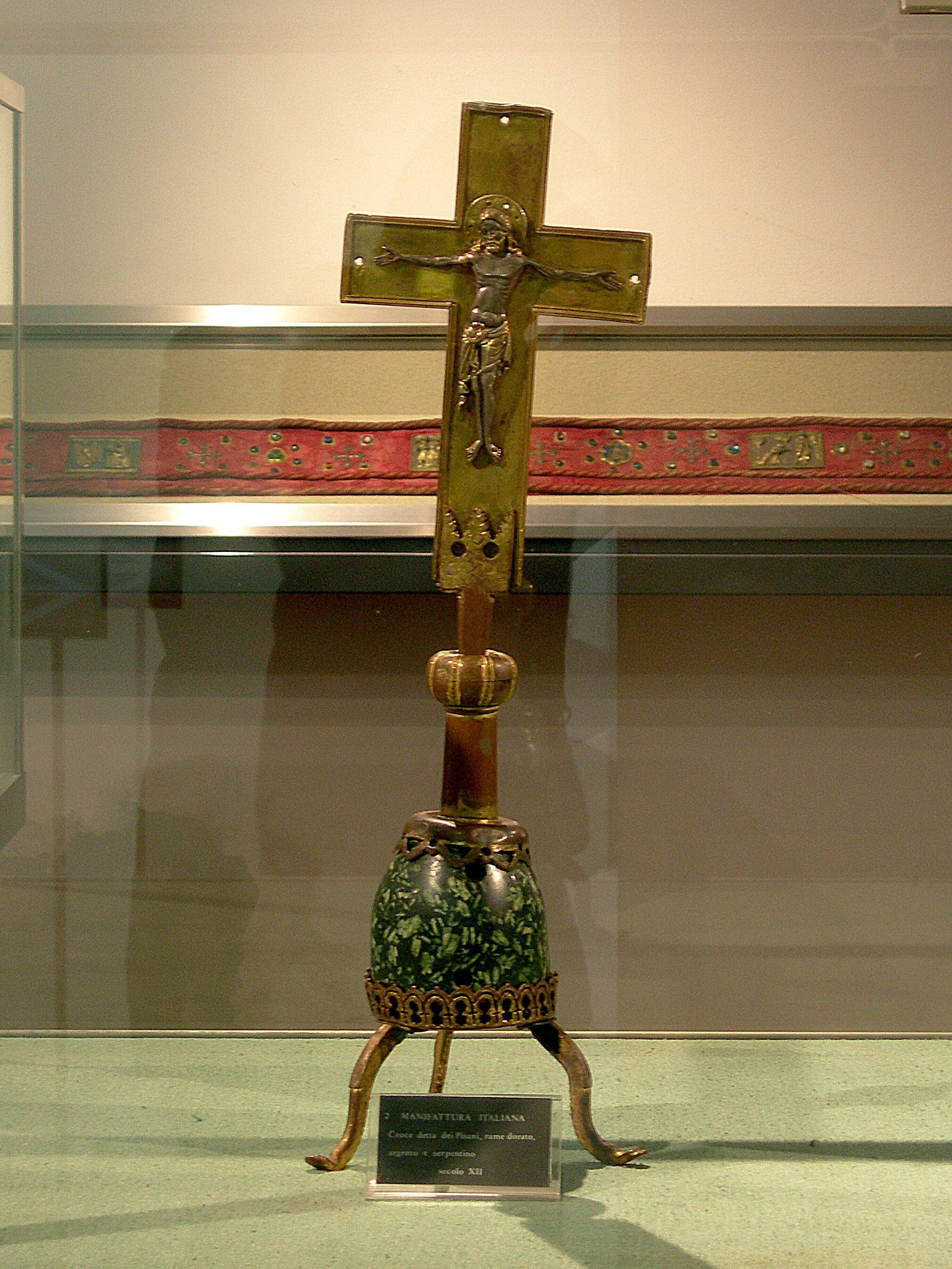
La Croce dei Pisani.
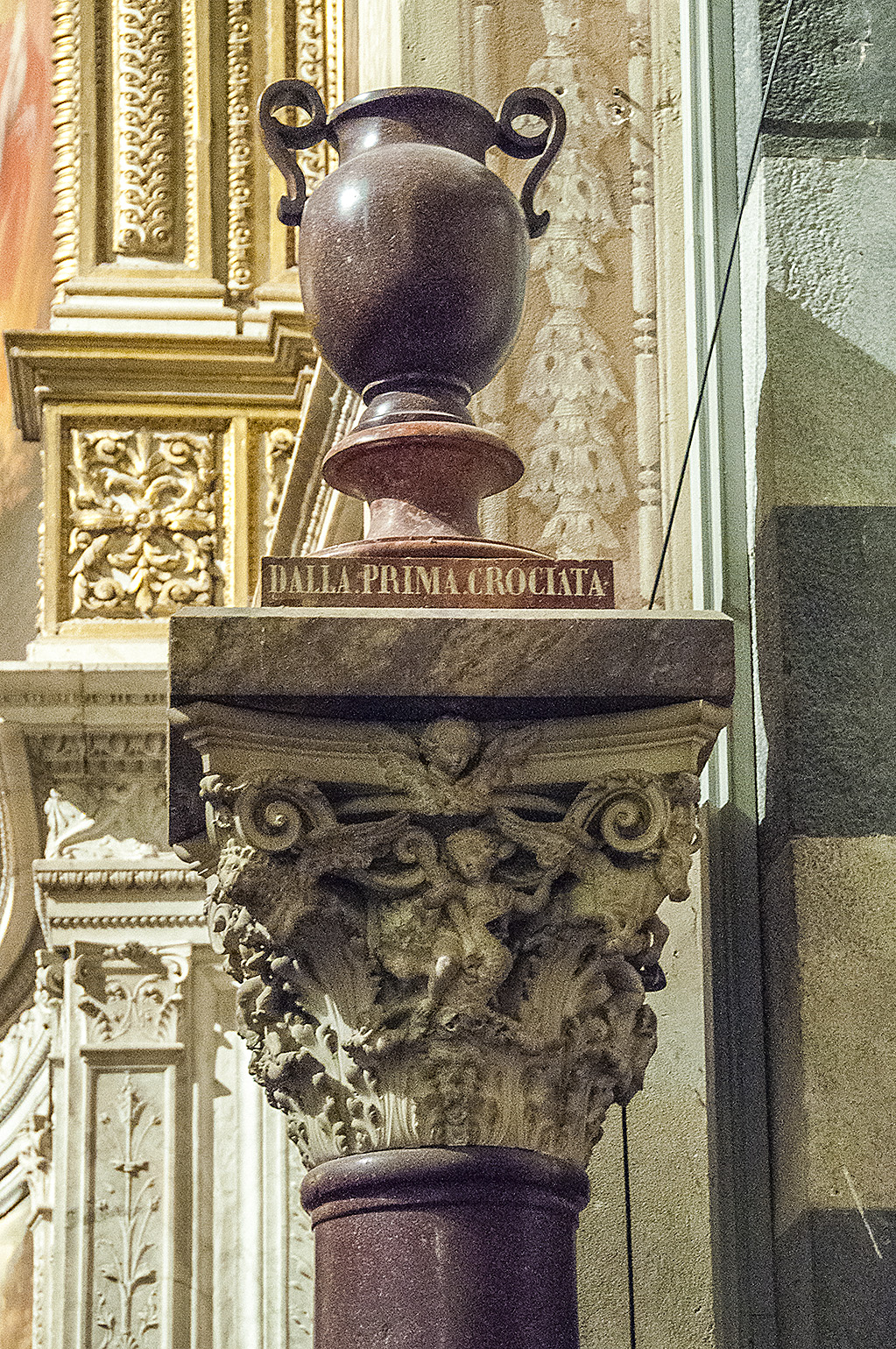
Il vaso delle Nozze di Cana
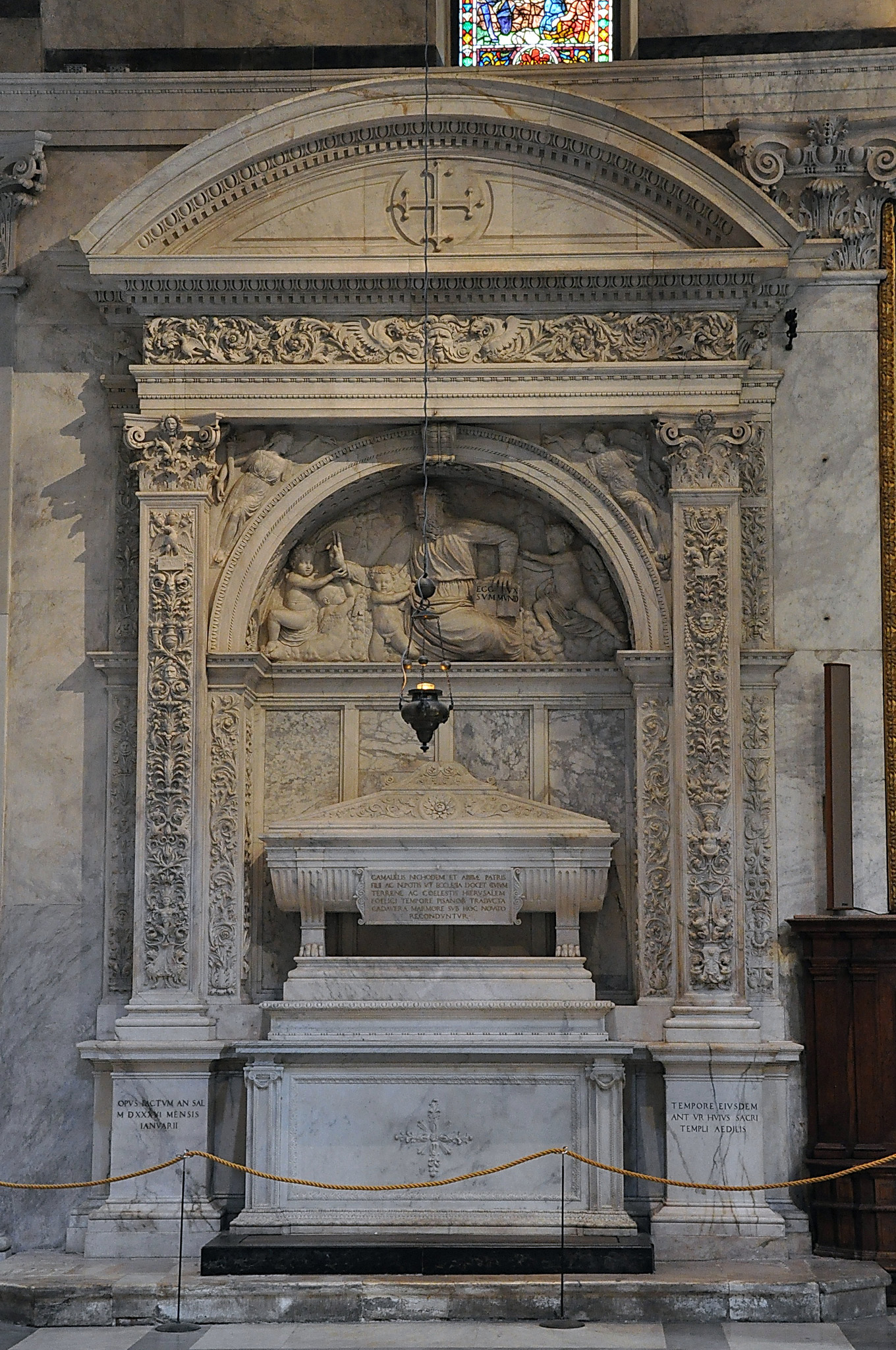
Tomba altare dei Santi Nicodemo, Abibone e Gamaliele.
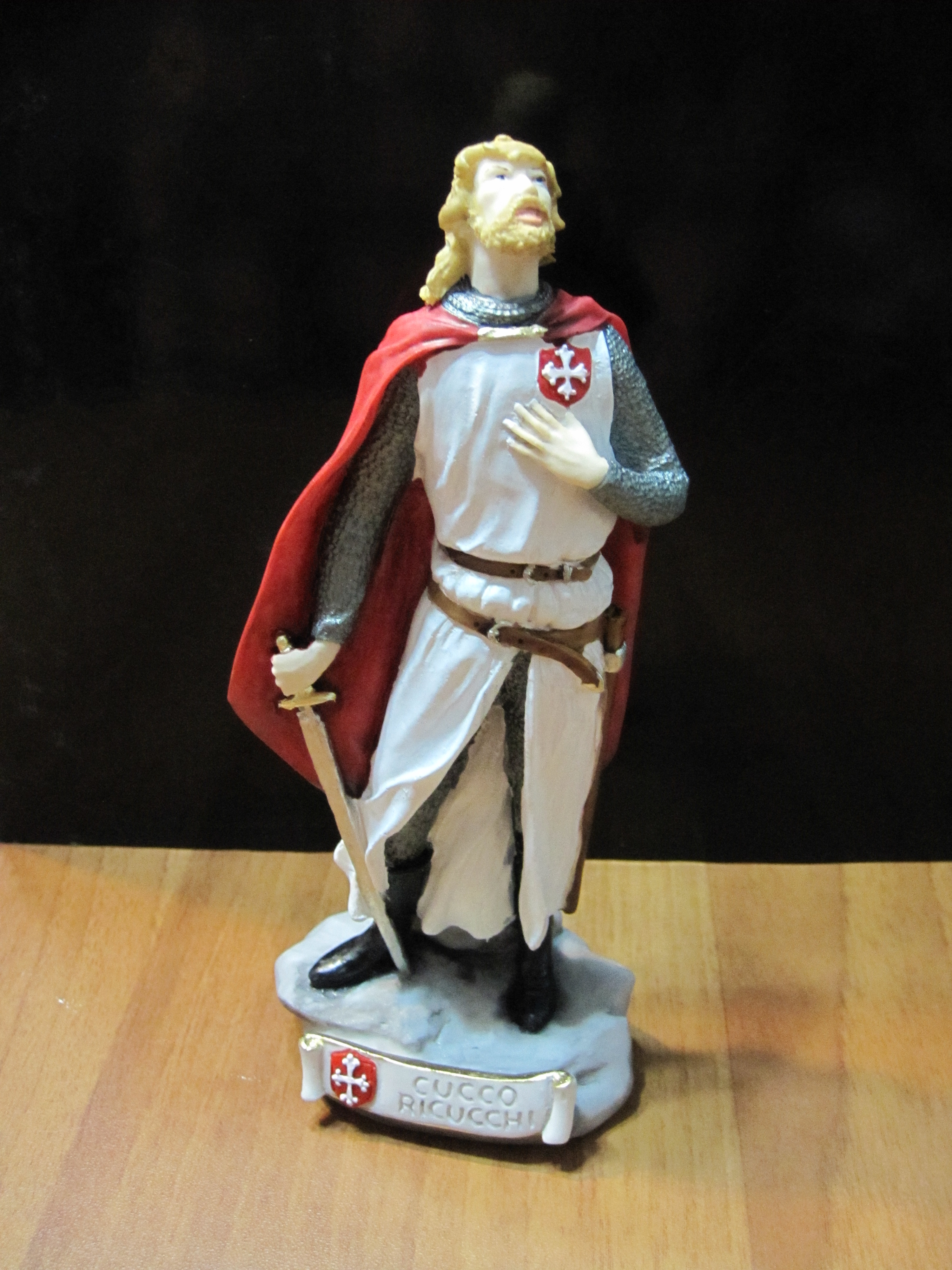
Statuetta souvenir di Cucco Ricucchi.